# Euclea balfourii
Euclea balfourii là một loài thực vật thuộc họ Ebenaceae. Đây là loài đặc hữu của Yemen.